# Linh hồn đổi xác (phim truyền hình)
Linh hồn đổi xác (tên gốc tiếng Anh: Altered Carbon) là một phim truyền hình khoa học viễn tưởng cyberpunk của Mỹ do Laeta Kalogridis chuyển thể dựa trên tiểu thuyết cùng tên năm 2002 của tác giả người Anh Richard K. Morgan. Mùa đầu tiên bao gồm 10 tập và bắt đầu trên Netflix vào ngày 2 tháng 2 năm 2018.

## Nội dung
Loạt phim này diễn ra tại thời điểm 350 năm trong tương lai, vào năm 2384. Trong tương lai, ký ức của một người có thể được decanted trong một thiết bị hình đĩa được gọi là cortical stack, được cấy vào đốt sống ở phía sau cổ. Những thiết bị lưu trữ này là của người ngoài hành tinh thiết kế và đã được thiết kế lại và sản xuất hàng loạt. Các cơ thể con người hoặc cơ thể nhân tạo được gọi là "tay áo" được sử dụng như những kho chứa có thể chấp nhận bất kỳ kho chứa ký ức nào nào. Takeshi Kovacs (Joel Kinnaman), một chuyên gia chính trị với các kỹ năng đánh thuê, tỉnh dậy sau 250 năm kể từ khi tay áo trước của anh bị chấm dứt. Anh ta được quyền lựa chọn để dành thời gian còn lại trong tù vì tội ác của mình, hoặc để giúp giải quyết vụ giết người của Laurens Bancroft (James Purefoy), một trong những người đàn ông giàu có nhất trong thế giới đã định cư. Takeshi là người duy nhất còn sống sót của những người bị đánh bại trong một cuộc nổi dậy chống lại trật tự thế giới mới 250 năm trước.